# Літогощанська сільська рада
| Літогощанська сільська рада — адміністративно-територіальна одиниця та орган місцевого самоврядування у Рожищенському районі Волинської області з адміністративним центром у с. Літогоща. 05.02.1965 Указом Президії Верховної Ради Української РСР передано Літогощенську сільраду Ковельського району до складу Рожищенського району. Водоймища на території, підпорядкованій даній раді: річка Стохід. Сільській раді підпорядковані населені пункти: - с. Літогоща - с. Іванівка - с. Корсині |

## Склад ради
Рада складається з 15 депутатів та голови.

### Керівний склад ради
| ПІБ                        | Основні відомості                                                               | Дата обрання | Дата звільнення |
| -------------------------- | ------------------------------------------------------------------------------- | ------------ | --------------- |
| Радчук Петро Анастасійович | Сільський голова, 1962 року народження, освіта                                  | 26.03.2006   | 31.10.2010      |
| Радчук Петро Анастасійович | Сільський голова, 1962 року народження, освіта середня спеціальна, безпартійний | 31.10.2010   | 18.03.2012      |
| Радчук Тамара Іванівна     | Сільський голова, 1969 року народження, освіта вища, позапартійна               | 18.03.2012   |                 |

Примітка: таблиця складена за даними джерела

## Населення
Згідно з переписом УРСР 1989 року чисельність наявного населення сільської ради становила 810 осіб, з яких 372 чоловіки та 438 жінок.
За переписом населення України 2001 року в сільській раді мешкала 751 особа.

### Мова
Розподіл населення за рідною мовою за даними перепису 2001 року:
| Мова       | Відсоток |
| ---------- | -------- |
| українська | 99,34 %  |
| російська  | 0,66 %   |